# XL Airways France
A XL Airways France foi  uma companhia aérea até  23 de Setembro de 2019.  
Cessou as operações duas semanas depois da Aigle Azur ter declarado falência/liquidação. 

## História
A companhia aérea foi fundada por Cédric Pastour em agosto de 1995 como Société de Transport Aérien Régional e negociava com a Star Europe . Em outubro de 1997, mudou seu nome comercial para Star Airlines.  Em 23 de novembro de 2006, a companhia aérea mudou seu nome para XL Airways France .  Em 12 de setembro de 2008, a controladora XL Leisure estava prestes a declarar falência.  A companhia aérea foi então comprada pelo Straumur Investment Bank . 
Em 19 de Setembro 2019, XL Airways foi colocado sob legal falência devido a dificuldades financeiras. As vendas de ingressos cessaram imediatamente e os voos foram suspensos a partir de 23 de setembro.  As negociações com potenciais compradores estavam em andamento há mais de um ano, e a busca por um novo comprador continuou sob os auspícios do tribunal comercial.  Somente uma oferta formal foi recebida no prazo de 4 de outubro - de Gérard Houa, ex-acionista minoritário da Aigle Azur , que propôs a aquisição de dois dos quatro aviões da XL Airways e 48% de seus 570 funcionários - mas o tribunal considerou que as garantias eram insuficientes e ordenou a liquidação da empresa.
Em janeiro de 2020, os ativos remanescentes da companhia aérea foram leiloados; as marcas e nomes de domínio da empresa foram vendidos a um licitante não identificado por € 686.400, deixando em aberto a possibilidade de o nome ser revivido.

## Assuntos corporativos
A sede da XL Airways ficava no Bâtiment Mars, na Continental Square II, nos terrenos do Aeroporto Charles de Gaulle e na comuna de Tremblay-en-France .  A sede da companhia aérea estava originalmente nas instalações da Immeuble Horizon em Noisy-le-Grand ,  no desenvolvimento de Marne-la-Vallée . Cédric Pastour, fundador da companhia aérea, disse que a empresa escolheu o site Noisy porque ainda não sabia qual aeroporto, o aeroporto Charles de Gaulle ou o aeroporto de Orly, serviria como base da companhia aérea e que o site Noisy era equidistante aos dois aeroportos. Pastour acrescentou que o site Noisy tinha acesso às autoroutes A4 e A86 e ficava próximo ao Francilienne , e que os custos na área Noisy eram inferiores aos custos na área do aeroporto.

## Frota
A partir de 16 de Outubro de 2010,a sua frota e composta das seguintes aeronaves que tem idade media de 9,6 anos:
| Aeronave           | Em Frota | Passangeiros (Business/Economy)     | introduzido | Aposentado |
| ------------------ | -------- | ----------------------------------- | ----------- | ---------- |
| Airbus A320-200    | 4        | 172 (16/156) 180 (0/180)            | 2006        | 2012       |
| Airbus A330-300    | 4        | As entregas teriam começado em 2020 |             |            |
| Airbus A330neo-900 |          |                                     |             |            |
| Boeing 737-800     | 2        | 189 (22/167)                        | 2007        | 2016       |
| Total              | 11       |                                     |             |            |

## Cabine e serviço
A aeronave Airbus A330 da XL Airways France foi totalmente configurada com assentos na classe Econômica, principalmente em um layout 3-3-3, com algumas linhas na parte traseira da aeronave configuradas em um layout 2-3-2.  Uma refeição quente de cortesia foi servida em todos os voos de longo curso, com um café da manhã ou refeição leve adicional, dependendo da duração do voo. Lanches e bebidas adicionais estavam disponíveis para compra. Kits de conforto que consistem em várias comodidades, incluindo um cobertor e travesseiro de pescoço inflável, também estavam disponíveis para compra. 
O entretenimento a bordo estava disponível tanto nas telas aéreas em um horário de execução quanto no streaming sob demanda para dispositivos eletrônicos pessoais via XL Cloud, o portal de entretenimento sem fio da companhia aérea. Por meio do XL Cloud, uma seleção de filmes, programas de TV, documentários e outras mídias digitais estavam disponíveis gratuitamente, além de um mapa a bordo ao vivo e mensagens instantâneas entre os passageiros; no entanto, o acesso à Internet não era fornecido através do portal.  Uma seleção estendida e premium de filmes de alta definição e mídia digital estava disponível por uma taxa com tudo incluído.  Além disso, aluguel pago de realidade virtual. fones de ouvido equipados com fones de ouvido com cancelamento de ruído e uma seleção de filmes em 2D e 3D também estavam disponíveis durante a duração do voo.